# Зинцхайм
Зинцхайм (нем. Sinzheim) — община в Германии, в земле Баден-Вюртемберг. 
Подчиняется административному округу Карлсруэ. Входит в состав района Раштат.  Население составляет 11 222 человека (на 31 декабря 2010 года). Занимает площадь 28,50 км².